# استرپتوکوک پنومونیه
استرپتوکوک (استرپتوکوکوس) پنومونیه (فرانسوی) یا نومونیای (انگلیسی) یا پنوموکوک (به انگلیسی: pneumococcus)، دیپلوکوک گرم مثبت به قطر ۵/۰ تا ۲/۱ میکرومتر، آلفا همولیتیک و تحمل‌کننده اکسیژن از جنس استرپتوکوک است. اغلب شکل لانست دارند یا زنجیره‌ای هستند. پنوموکوک‌ها یک کپسول پلی ساکاریدی دارند که تعیین نوع را با آنتی‌بادهای اختصاصی سرمی امکان‌پذیر می‌سازد. بیشتر انرژی این باکتری‌ها از تخمیر گلوکز حاصل می‌شود. پنوموکوک انواع کربوهیدرات‌ها را تخمیر کرده و اسید لاکتیک را به عنوان فراورده نهایی تولید می‌کند. تحت شرایط هوازی مقادیر زیادی پراکسید هیدروژن به همراه اسید استیک شکل می‌گیرد. با توجه به اینکه باکتری قادر به تولید کاتالاز و پراکسیداز نیست، تجمع پراکسید هیدروژن باعث کشتن باکتری می‌شود مگر آنکه کاتالاز به وسیله گلبول‌های قرمز خون که به محیط کشت اضافه شده، تأمین شود. پنوموکوک باکتری پرنیاز بوده و برای رشد نیاز به محیط غنی شده دارد. محدوده دمایی رشد بین ۲۵ تا ۴۲ درجه سانتی‌گراد بوده و بهینه دمای رشد ۳۷ درجه سانتی‌گراد است. در روی محیط آگار خون‌دار کلنی‌های استرپتوکوک پنومونیه دکمه‌ای شکل، کروی، مرطوب و نیمه شفاف است.
پنوموکوک یکی از مهم‌ترین باکتری‌های بیماری‌زا در انسان است. این باکتری عامل اصلی بیماری پنومونی (سینه پهلو) است. این باکتری می‌تواند عفونت‌های دیگری مانند سینوزیت، اوتیت (عفونت گوش میانی)، باکتریمی، سپسیس، مننژیت، استئومیلیت، آرتریت سپتیک، اندوکاردیت، پریتونیت، پریکاردیت، سلولیت و آبسه‌های مغزی را نیز ایجاد کند. به ذات‌الریه ایجاد شده به وسیله پنوموکوک ذات الریه لوبار هم گفته می‌شود. در عفونت گوش میانی ایجاد شده به وسیله پنوموکوک میزان اینترلوکین ۱۰، به‌طور چشمگیری افزایش می‌یابد و از آن می‌توان به عنوان بیومارکر تشخیصی استفاده کرد.

## تاریخچه
این باکتری اولین بار در سال ۱۸۸۱ همزمان توسط جورج استرنبرگ در آمریکا و لویی پاستور در فرانسه به عنوان عامل سینه پهلو کشف شد. این باکتری در سال ۱۹۲۰، دیپلوکوک پنومونیه نامیده شد و در سال ۱۹۷۴ به دلیل رشد به صورت زنجیره‌ای در محیط مایع، به استرپتوکوک پنومونیه تغییر نام داد. در سال ۱۹۲۸، فردریک گریفیت نشان داد که در صورت تلقیح همزمان پنوموکوک‌های زنده بدون کپسول (غیر بیماری‌زا) همراه با با پنوموکوک‌های کشته شده کپسول‌دار (بیماری‌زا) به موش، پنوموک‌های بدون کپسول نیز کپسول‌دار شده و بیماری‌زا خواهند شد. در سال ۱۹۴۴، ۳ دانشمند به نام‌های ایوری، مک لود و مک مارتی نشان دادند عاملی که موجب کپسول‌دار شدن پنوموک‌های بدون کپسول شده است، دی‌ان‌ای بوده که از طریق ترانسفورماسیون طبیعی به درون باکتری راه یافته است. با این پژوهش، عصر مولکولی ژنتیکی آغاز شد.

## ساختار آنتی‌ژنی

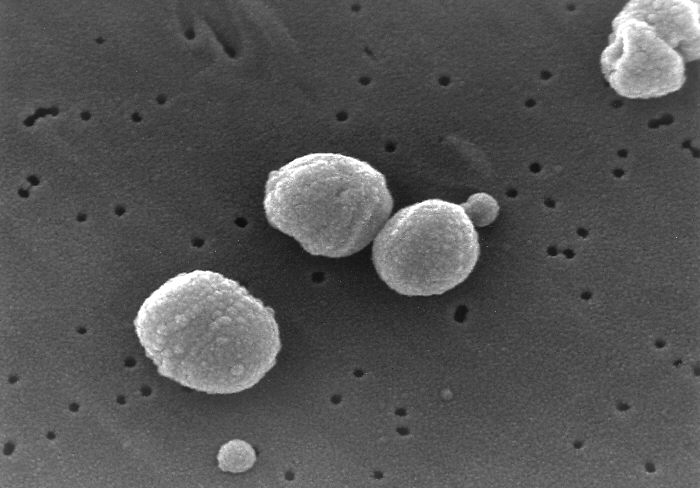
تصویر میکروسکوپ الکترونی روبشی (SEM) از باکتری استرپتوکوک پنومونیه (Streptococcus pneumoniae)، که به عنوان پنوموکوک نیز شناخته می‌شود.اکتری استرپتوکوک پنومونیه (Streptococcus pneumoniae)، که به عنوان پنوموکوک نیز شناخته می‌شود.

دیواره سلولی پنوموکوک، همانند سایر استرپتوکوک‌ها، دارای پپتیدوگلیکان و اسید تیکوئیک است. پلی‌ساکارید کپسولی با پیوند کووالان به پپتیدوگلیکان و پلی‌ساکارید دیوارهٔ سلولی متصل شده‌است. پلی ساکارید کپسولی متشکل از واحدهای قندی گلوکز و گلوکورونیک اسید است. پلی‌ساکارید کپسولی، از لحاظ ایمونولوژیک در بیش از ۹۰ نوع پنوموکوک، مشخص و متمایز است. تیپ ۳ پنوموکوک بیماری‌زاترین سروتیپ پنوموکوک بوده که بیشترین میزان ماده کپسولی را نیز تولید می‌کند. کپسول پنوموکوکی ایمونوژن بوده و علیه آن آنتی بادی حفاظتی تولید می‌شود. ترکیب مهم ساختمانی تیکوئیک اسید، آمینو الکل کولین است که فقط در پنوموکوک‌ها یافت شده و در دیواره سایر باکتری‌ها مشاهده نمی‌شود.

## آسیب‌شناسی
عفونت پنوموکوکی موجب نشت مایع فیبرینی ادم به داخل آلوئول و در نتیجه، ورود گلبول‌های قرمز و لکوسیت به آن می‌گردد. به همین دلیل، قسمت‌هایی از ریه متراکم می‌شوند. پنوموکوک‌های زیادی در این اگزودا (چرک) یافت می‌شوند که می‌توانند از طریق تخلیه لنفاوی ریه به جریان خون برسند. دیواره‌های آلوئولی در طی عفونت، به‌طور طبیعی بدون تغییر می‌مانند. به مرور، سلول‌های تک-هسته‌ای فعالانه بقایای سلولی را فاگوسیت می‌کنند و این مایع به تدریج باز جذب می‌شود. پنوموکوک‌ها توسط فاگوسیت-کننده‌ها برداشته شده، به صورت داخل سلولی هضم می‌شوند.

## یافته‌های بالینی
ظهور علائم بالینی پنوموکوکی معمولاً ناگهانی و همراه تب، لرز، و درد پلورال تیر کشنده است. خلط به‌طور مشخص خونی است یا رنگ شبیه به زنگ آهن دارد. وجود چرک در فضای پلور یک عارضهٔ مهم محسوب می‌شود و نیاز به آسپیراسیون و تخلیه دارد. با استفاده از درمان ضد میکروبی، بیماری به‌طور مشخص خاتمه می‌یابد. اگر داروها در مراحل اولیه تجویز شود، پیدایش تراکم در ریه متوقف می‌شود. میزان مرگ و میر در افراد با ضعف سیستم ایمنی بالاست.

## واکسن
دو نوع واکسن پلی-ساکاریدی و کانژوگه در بازار موجود می‌باشد. واکسن پلی-ساکاریدی شامل ۲۳ سروتیپ کپسولی خالص شده می‌باشد (1, 2, 3, 4, 5, 6b, 7F, 8,9N, 9V, 10A, 11A, 12F, 14, 15B, 17F, 18C, 19F, 19A, 20, 22F, 23F and 33F). ایمنی زایی واکسن پلی-ساکاریدی کمتر از واکسن کانژوگه‌ است. واکسن پلی-ساکاریدی در کودکان زیر دو سال مؤثر نیست. ایمنی زایی این واکسن، طولانی نیست و هر ۵ یا ۶ سال نیاز به واکسن یادآور دارد. این نوع واکسن، ایمنی مخاطی را تحریک نمی‌کند. بنابراین بر میزان ناقلین باکتری تأثیری ندارد. واکسن کونژوگه شامل کپسول پنوموکوک اتصال یافته (بطور کوالان) به توکسوئید دیفتری است. واکسن کونژوگه مشکلات واکسن پلی-ساکاریدی را ندارد.
گروه‌های پرخطر از نظر ابتلا به عفونت پنوموکوکی:
1. بیماری قلبی مزمن
2. بیماری ریوی مزمن
3. دیابت ملیتوس
4. نشت  مایع مغزی نخاعی
5. کاشت حلزون گوش
6. فقدان آناتومیک یا عملکردی طحال در بیماری‌های مثل کم خونی سلول داسی شکل
7. نقص ایمنی مانند ایدز، نارسایی کلیوی، داروهای سرکوب کننده ایمنی، پرتودرمانی